# Mayapada Group
Mayapada Group (z indonez. mayapada „galaktyka, wszechświat”) – konglomerat funkcjonujący w Indonezji. Został założony w 1986 roku, wówczas jako przedsiębiorstwo zajmujące się produkcją odzieży i tekstyliów.
Założycielem grupy jest Dato Sri Tahir.
W 1990 roku otwarto Bank Mayapada. Później do usług finansowych Mayapada dołączyły usługi zdrowotne, nieruchomościowe, turystyczne, sieci handlu detalicznego, media i obsługa połączeń lotniczych.